# Pseuderiopus albiscripta
Pseuderiopus albiscripta là một loài bướm đêm trong họ Noctuidae.